# Паратропер
Паратропер е атракцион, който се състои от седалки, прикрепени към колело, въртящо и накланящо се под определен ъгъл. Седалките могат да се клатят настрани и да се люлеят, като над тях е възможно да има чадър или навес. В контраст на повечето съвременни атракциони, паратроперът е подходящ за почти всички възрастови групи (изключение правят пеленачета и по-малки деца).

## Инциденти
Макар и на пръв поглед паратроперите да не представляват опасност, инциденти не липсват:
- На 31 юли 1979 г. в парк Белмонт (Монреал, Канада) са ранени две деца, когато една от двойките седалки се откъсва от паратропера и се удря в бетонна основа на близък уличен стълб с лампа. Впоследствие паратроперът е премахнат.